# 蒂姆·迪爾森
蒂姆·迪爾森（德語：Tim Dierßen；1996年1月15日—）是一位德國足球運動員。在場上的位置是攻擊型中場。他現在效力於德國足球甲級聯賽球隊漢諾威96足球俱樂部。